# Le Fay
Le Fay är en kommun i departementet Saône-et-Loire i regionen Bourgogne-Franche-Comté i östra Frankrike. Kommunen ligger i kantonen Beaurepaire-en-Bresse som tillhör arrondissementet Louhans. År 2022 hade Le Fay 621 invånare.

## Befolkningsutveckling
Antalet invånare i kommunen Le Fay
| Referens: INSEE |